# Roland Petit
Pour les articles homonymes, voir Petit.
Œuvres principales
- Le Rendez-vous
- Le Loup
- Le Jeune Homme et la Mort
- Carmen

Roland Petit, né le 13 janvier 1924 à Villemomble, et mort le 10 juillet 2011 à Genève, est un chorégraphe et danseur français.

## Biographie
Aîné de la famille, Roland Petit est le fils d'Edmond Petit et de Rose Repetto, créatrice de la marque de chaussons de danse. Son frère est Claude Petit. Il se forme à l'école de l'Opéra de Paris auprès de Gustave Ricaux et Serge Lifar et entre dans le corps de ballet en 1940. Il fonde les Ballets des Champs-Élysées en 1945 et les Ballets de Paris en 1948, au Théâtre Marigny, avec Zizi Jeanmaire comme danseuse étoile, qui devient son épouse en 1954, et avec laquelle il a une fille unique, Valentine Petit (1955-2025).
Il collabore avec Serge Gainsbourg, Yves Saint Laurent et César et participe à plusieurs films français et américains, notamment en 1960 avec  1-2-3-4 ou les Collants noirs de Terence Young, dont il signe les chorégraphies. Ce film regroupe quatre ballets de Roland Petit (Carmen - La Croqueuse de diamants - Cyrano de Bergerac - Deuil en 24 heures). Il revient à l'Opéra de Paris en 1965 pour y monter Notre-Dame de Paris (musique de Maurice Jarre). Il règle encore des ballets pour les plus grands théâtres de France, d'Italie, d'Allemagne, de Grande-Bretagne, du Canada et de Cuba. En 1968, son ballet Turangalîla provoque une petite révolution au sein de l'Opéra de Paris.
En 1972, avec la pièce Pink Floyd Ballet, il fonde le Ballet national de Marseille, qu'il dirigera pendant vingt-six ans.
Pour les décors de ses ballets, il travaillera en étroite collaboration avec le peintre Jean Carzou (1907-2000), mais aussi avec d'autres artistes comme Max Ernst et Bernard Quentin.
Auteur de plus de cinquante créations abordant tous les genres, il chorégraphie pour une pléiade de grands danseurs internationaux. Il refuse les effets techniques gratuits, ne cesse de renouveler son style et son langage et est passé maître dans l'art du pas de deux et du ballet narratif, mais il réussit aussi dans l'abstraction.
Il collabore aussi avec les nouveaux réalistes tels que Martial Raysse, Niki de Saint Phalle et Jean Tinguely.

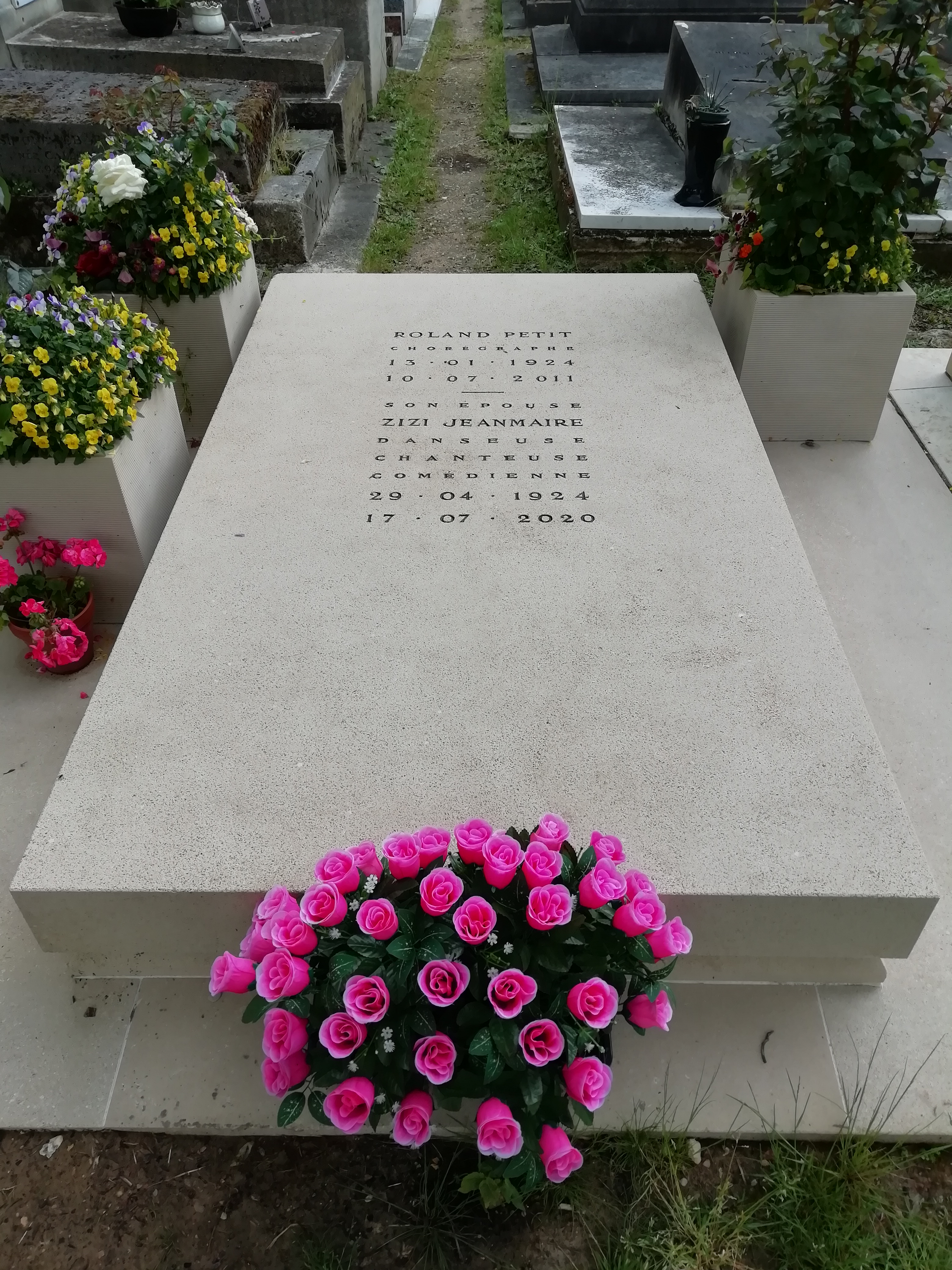
Tombe de Roland Petit et Zizi Jeanmaire au cimetière du Montparnasse (division 13).

Le Jeune Homme et la Mort de 1946 (livret de Jean Cocteau) est considéré comme son chef-d'œuvre et son travail le plus connu, la chorégraphie et les costumes étant d'une étonnante modernité.
Dans son ballet de 1949 Carmen, il fait un usage inhabituel de l'en-dedans, tandis qu'il donne un traitement non figuratif à Turangalîla.
Il meurt à 87 ans, des suites d'une leucémie foudroyante et repose dans la 13e division du cimetière du Montparnasse à Paris.

## Décoration
- Commandeur de l'ordre des Arts et des Lettres (1998)[9]

## Chorégraphies
De 1942 à 2008, Roland Petit a créé 176 chorégraphies[réf. nécessaire] dont : 
- Guernica (1945)
- Les Forains (1945)
- Les Amours de Jupiter de Jacques Ibert (1945)
- Le Jeune homme et la Mort (1946, deuxième version, 1966)
- Carmen (1949)
- Ballabile (1950)
- Le Loup (1953)
- Notre-Dame de Paris (1965)
- L'Eloge de la folie (1966)
- Les Affinités électives (1966)
- Paradise Lost (1967)
- Pink Floyd Ballet (1972 et au-delà)
- Roland Petit Ballet (1973)
- Proust, ou les Intermittences du cœur (1974)
- Coppélia (1975)
- La Symphonie fantastique (1975)
- Le Fantôme de l’Opéra (1980)
- Les Amours de Frantz (1981)
- Les Quatre Saisons (la musique d'Antonio Vivaldi, 1984)
- The Blue Angel (1985)
- Boléro (1997)
- Clavigo (1999)
- Les Chemins de la création (2004)

### Théâtre
- 1992 : Marcel et la Belle Excentrique de Marcel Jouhandeau, mise en scène Roland Petit, Théâtre Montparnasse